# Institutul Național de Cercetări Chimico-Farmaceutice
Institutul Național de Cercetări Chimico-Farmaceutice (ICCF) este un institut de cercetare din România.
A fost înființat prin decizia Ministerului Sănătății și Ocrotirilor Sociale din 1 ianuarie 1949, sub numele de Institutul de Cercetări Farmaceutice.
La 1 februarie 1954 a devenit Institutul de Cercetări Chimico-Farmaceutice, aparținând Ministerului Industriei Chimice.
În 1974 i s-au adăugat filiale centre de cercetari din Iași și Cluj, pe platformele întreprinderilor Antibiotice și respectiv, Terapia, cât și un colectiv de cercetare de la Nivea-Brașov.
Din 1996, institutul există ca Institut Național de Cercetare-dezvoltare Chimico-Farmaceutică, în coordonarea Autorității Naționale pentru Cercetare Științifică.